# Mickey Horton
Mickey Horton is een personage uit de soapserie Days of our Lives. Mickey was een van de originele personages toen de serie startte in 1965. John Clarke speelde de rol tot januari 2004 toen hij op pensioen ging om meer tijd door te brengen met zijn gezin. Richard Voight verving hem kort en daarna werd hij tot 2006 gespeeld door John Ingle. Mickey bleef daarna in Salem wonen, maar was niet meer te zien tot de rol opnieuw gerecast werd in 2008 voor enkele episodes. Begin 2010 overleed Mickey aan een hartaanval.

## Personagebeschrijving

### Jaren 60
Mickey is de middelste zoon van Tom en Alice Horton en is advocaat. Hij heeft nog twee zussen Addie en Marie en twee broers Tommy en Bill. In de allereerste aflevering ontdekte Tom dat zijn kleindochter Julie Olson betrapt was bij het stelen in een winkel. Samen met Mickey ging hij naar het politiebureau. Ze wilden niet dat Alice dit te weten kwam omdat die bezig was met de voorbereidingen van het huwelijk van Marie met Tony Meritt. Na een discussie op het politiekantoor brachten ze Julie weer veilig thuis.
Mickey begon een relatie met Diane Hunter. Hij was bezig met de echtscheiding van haar, maar haar dochter Susan zorgde ervoor dat haar ouders terug samen kwamen. In 1966 kwam psychiater Laura Spencer naar Salem. Laura maakte afspraakjes met Bill en de twee verloofden zich. Nadat er tuberculose werd vastgesteld in de hand van Bill en hij dacht dat hij nooit dokter kon zijn verliet hij Salem tijdelijk. Na de moord op David Martin werd Mickey de advocaat van Susan en hij werkte veel samen met Laura en de twee groeiden naar elkaar toe en ze verloofden zich. Ze trouwden in december 1968. Mickey onderging een test om te zien of hij wel kinderen kon krijgen maar toen Laura zwanger bleek te zijn vergat hij de test. Tom zag de resultaten en ontdekte dat Mickey steriel was. Hij confronteerde Laura hier mee en ze vertelde dat de jaloerse Bill haar verkracht had in een dronken bui. Tom en Laura besloten om dit geheim te houden om geen onrust te veroorzaken in de familie, maar Bill was wel op de hoogte nadat hij de uitslag van de test per ongeluk vond. In 1968 werd Michael William Horton geboren. Mickey dacht dat het zijn zoon was. Kitty Horton, de vrouw van Tommy, had een tape waarop een gesprek stond tussen Laura en Tom. Bill ging naar haar appartement om deze af te nemen. Later werd Kitty dood teruggevonden. Hij weigerde te zeggen waarom hij op haar appartement was om zijn broer te sparen en werd naar de gevangenis gestuurd. Later kwam aan het licht dat Kitty aan een hartaanval overleden was en Bill ging vrijuit.

### Jaren 70
In 1970 begon Mickey een affaire met zijn secretaresse Linda Patterson. Mickey weigerde echter om Laura te verlaten en Linda probeerde om zelfmoord te plegen. Dat mislukte en dan maakte ze haar verhouding wereldkundig aan heel Salem. Mickey en Laura bleven echter samen voor hun zoon Mike.
In 1972 werd er een hartkwaal vastgesteld bij Mickey en toen Mike een jaar later ontdekte dat zijn vader een affaire had met Linda kreeg Mickey een hartaanval. Bill redde zijn leven in de operatiekamer. Kort daarna kreeg Mickey een beroerte en hij verloor zijn geheugen. Hij verliet het ziekenhuis en wist zelfs zijn naam niet meer. Hij noemde zichzelf Marty Hanson. Na een tijdje kwam Mickey terecht op een boerderij, waar hij de kreupele Maggie Simmons leerde kennen. Maggie en Marty woonden op de boerderij en werden verliefd op elkaar. Ze trouwden in 1974. In Salem werden Bill en Laura intussen verliefd op elkaar. Mickey las inmiddels een artikel over een behandeling in het ziekenhuis van Salem voor Maggie, zodat zij weer zou kunnen lopen. Kort daarna werd hij verenigd met zijn familie, maar kreeg zijn geheugen nog niet terug. Bill opereerde Maggie, maar toen ze nog steeds niet kon lopen wees Mickey met de vinger naar Bill. Laura vertelde hen echter dat de verlamming nu mentaal was en kort daarna kon Maggie opnieuw lopen. Mickey en Laura scheidden en Mickey trouwden met Maggie op 25 januari 1975.
Linda Patterson dook na enkele jaren opnieuw op en toen ze hoorde dat Mickey zijn geheugen kwijt was ging ze weer achter hem aan en probeerde hem ervan te overtuigen dat haar dochter Melissa Anderson van hem was. Maggie kreeg echter een brief van Linda's man die haar voor Linda waarschuwde en kon haar een halt toeroepen. Mickey en Maggie adopteerden nu Janice Barnes. Nadat Mike een auto-ongeluk had op de boerderij van Maggie moest hij bloed krijgen. Mickey en Laura gaven beiden bloed, maar toen bleek dat de bloedgroep van hen beiden niet overeenkwam met die van Mike realiseerde Mickey zich dat hij niet de vader kon zijn van zowel Mike als Melissa. Hij doorzocht de medische dossiers en kwam tot de constatatie dat Bill de vader was van Mike, waarop hij eindelijk zijn geheugen terug kreeg. Mickey was woedend en kocht een geweer om zijn broer te vermoorden. Mickey en Bill vochten en Mickey schoot Bill in de arm.
Mickey was helemaal door het lint gegaan en werd opgenomen in de instelling Bayview Sanitarium. Marlena Evans werd psychiater van Mickey. Hij probeerde daar twee verpleegsters te wurgen van wie hij dacht dat ze Laura waren. Na één jaar werd Mickey opnieuw gezond verklaard. In 1978 kwam Joanna Barnes, de moeder van Janice, naar Salem en ze wilde het hoederecht over haar dochter. Janice bleef echter bij Mickey en Maggie, maar Joanna bleef in Salem wonen. Maggie raakte aan de drank en hierdoor verloren ze het hoederecht over Janice in 1979.

### Jaren 80
In 1981 stemde Maggie ermee in om draagmoeder te zijn voor een anonieme donor en werd kunstmatig bevrucht door dokter Neil Curtis. Uiteindelijk besloot Maggie om het kind te houden waarop Evan Whyland naar Salem kwam en het kind opeiste. Later bleek dat zijn vrouw overleden was en Maggie en Mickey besloten om het kind te houden. Sarah Horton werd eind 1981 geboren. Ze kregen ook nog eens hoederecht over Melissa Anderson nadat die door haar moeder in de steek gelaten werd.
In 1982 begon Evan Maggie en Sarah vaker te bezoeken. Stefano DiMera dacht dat Evan bezwaarlijke bewijzen had tegen hem als crimineel en liet de remmen van Maggie's auto saboteren. In het auto-ongeluk overleed Evan, Maggie was slechts gewond. Na de dood van Evan begonnen Mickey en Don Craig Stefano te onderzoeken en toen Mickey te dicht bij kwam ontvoerde Stefano Mickey en liet het er op lijken dat hij in een autoaccident om het leven was gekomen. Don bracht hierdoor meer tijd door met Maggie en werd uiteindelijk verliefd op haar.
Toen Mickey kon ontsnappen en terugkeerde naar Salem had Maggie een relatie met Don. Mickey kreeg een hartaanval en herstelde opnieuw. Mickey en Maggie scheidden in 1983, maar Maggie kwam al snel tot de constatatie dat ze een vergissing begaan had en verbrak haar relatie met Don.
Nadat Mickey werd neergeschoten herstelde hij bij Maggie thuis. De twee werden opnieuw verliefd op elkaar en ze hertrouwden op 14 februari 1986. Het was een dubbelhuwelijk samen met dochter Melissa, die met Pete Jannings trouwde.
In 1988 deed Mickey mee voor de senaatsverkiezingen. Zijn tegenstander was Jack Deveraux. Melissa was inmiddels al gescheiden en maakte nu afspraakjes met Jack. Toen ze door had dat hij haar enkel gebruikte omdat ze de dochter was van Mickey verbrak ze de relatie.

### Jaren 90
In 1990 doken er opnieuw problemen op in het huwelijk van Maggie en Mickey. Mickey was altijd met zijn werk bezig en miste belangrijke gebeurtenissen. Maggie zocht troost in de armen van dokter Neil Curtis. Maggie's dochter Sarah betrapte hen in bed en nam foto’s van hen. Ze wilde deze aan Mickey tonen maar toen maakte Neil zijn geheim bekend dat hij de natuurlijke vader was van Sarah. Dit verhinderde Sarah echter niet om de foto’s aan Mickey te laten zien die er kapot van was. Hoewel hij erg gekwetst was vond hij dat hij zelf ook schuld was aan de ontrouw van Maggie. Het koppel herstelde hun huwelijk en Neil Curtis vertrok uit Salem.
Hierna werd het personage van Mickey naar de achtergrond geschoven en had hij weinig eigen verhaallijn. Als er iemand gerechtelijke bijstand nodig had was Mickey altijd in de buurt.

### Jaren 2000
In 2003 werden Abe Carver en Jack Deveraux vermoord. Maggie had de dader gezien, maar blokkeerde dit in haar geheugen. Hierdoor werd Maggie een doelwit voor de moordenaar en er werden veiligheidsmaatregelen genomen. Met Halloween kon Maggie niet slapen en ze ging naar onder. Nadat er op de deur geklopt werd liet ze de moordenaar binnen, het was al snel duidelijk dat het om een bekende van haar ging, al werd het gezicht van de moordenaar niet getoond. Maggie werd met een whiskeyfles neergeslagen en toen Hope Williams naar Mickey belde zag hij dat het alarm af stond en ging hij naar de keuken, waar hij met een scalpel werd aangevallen door de moordenaar. Mickey overleefde de aanval, maar Maggie stierf later in het ziekenhuis.
Na enkele maanden vond Mickey troost bij zijn huishoudster Bonnie Lockhart. Maggie en alle andere slachtoffers van de moordenaar waren echter niet dood, maar slechts ontvoerd door Tony DiMera (in feite André DiMera). Maggie en de anderen keerden terug naar Salem en Mickey stond nu voor een verscheurende keuze tussen twee vrouwen. Uiteindelijk koos hij voor Maggie, de liefde van zijn leven.
Het personage van Mickey dat al jaren naar de achtergrond verschoven was verdween langzaam helemaal uit beeld. Begin 2010 zou Mickey op cruise gaan met Maggie om meer tijd met haar te kunnen doorbrengen, maar tijdens het pakken van de koffers kreeg hij een hartaanval en overleed hij.